# Kamila
Kamila är ett kvinnonamn.

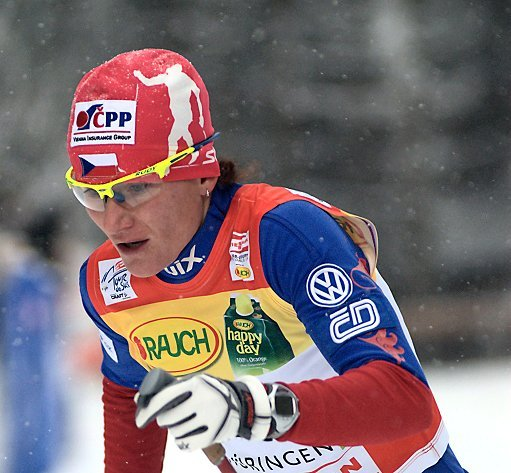
Kamila Rajdlová, 2010.

- Kamila Rajdlová (1978–), en tjeckisk längdåkare
- Kamila Skolimowska (1982–2009), en polsk friidrottare
- Kamila Chudzik (1986–), en polsk friidrottare som tävlar i mångkamp
- Kamilla Gafurzianova (1988–), en rysk fäktare